# 毛缝腹毛柳
毛缝腹毛柳（学名：Salix delavayana f. pilososuturalis）为杨柳科柳属腹毛柳下的一个变型。

## 扩展阅读
- 維基物種上的相關：毛缝腹毛柳